# 霧多布温泉
霧多布温泉（きりたっぷおんせん）は、北海道厚岸郡浜中町が町民の保養・健康づくり・研修・交流、及び災害避難のため運営する施設。正式名称は浜中町ふれあい交流・保養センター、通称は霧多布温泉ゆうゆ。1999年(平成11年)に完成し、温泉の泉質はナトリウム-塩化物泉（アルカリ性低張性温泉）。